# Zahrad
Zareh Yaldcyan alias Zahrad (armenio Զահրատ, Nişantaşı, Constantinopla, 10 de mayo de 1924-Estambul, 20 de febrero de 2007) poeta turcoarmenio.
Se crio con su abuela materna tras perder a su padre a los tres años. Se graduó en una escuela mequitarista y empezó a estudiar medicina, pero lo dejó al tercer año. Se casó en 1963 con Anaîs Antreassyan.

## Obra
- «Մեծ քաղաքը» (Estambul, 1960)
- «Գունաւոր սահմաններ» (Estambul, 1968)
- «Բարի Երկինք» (Estambul, 1971)
- «Կանանչ հող» (París, 1976)
- «Մէկ քարով երկու գարուն» (Estambul, 1989)
- «Մաղ մը ջուր» (Estambul, 1995)
- «Ծայրը ծայրին» (Estambul, 2001)
- «Ջուրը պատէն վեր» (Estambul, 2004)